# محمدمهدی کرمی (زندانی سیاسی)
محمدمهدی (کومار) کرمی (۱۰ آبان ۱۳۸۰ – ۱۷ دی ۱۴۰۱) کاراته‌کار اهل ایران و یکی از شرکت‌کنندگان مراسم چهلم حدیث نجفی و پارسا رضادوست جریان خیزش ۱۴۰۱ ایران بود که به ادعای دستگاه قضایی جمهوری اسلامی به‌همراه ۱۵ نفر دیگر در مرگ یک بسیجی در درگیری‌های آن روز نقش داشت. او به‌عنوان متهم ردیف اول پرونده شناخته شده بود. جمهوری اسلامی او را در ۱۷ دی به‌همراه سید محمد حسینی—یکی دیگر از متهمانِ همین پرونده—اعدام کرد. اعدام او منجر به خشم و انزجار عمومی در ایران و جهان شد.

## زندگی و خانواده
محمدمهدی کرمی ۲۲ ساله بود. او کُرد یارسان بود. او اصالتاً اهل بیجار در استان کردستان است. خانوادهٔ او به شهرستان نظرآباد مهاجرت کرده‌اند. او ورزش‌کار بود و در رشته کاراته فعالیت حرفه‌ای داشت. او بیش از ده عنوان قهرمانی کشوری و استانی داشته است و در سال ۱۳۹۶ به اردوی تیم‌های ملی کاراته ایران دعوت شده بود. او با کارگری و به‌گفتهٔ خودش: «نانِ حلال» به معاشِ خانواده کمک می‌کرد.

## بازداشت و محاکمه

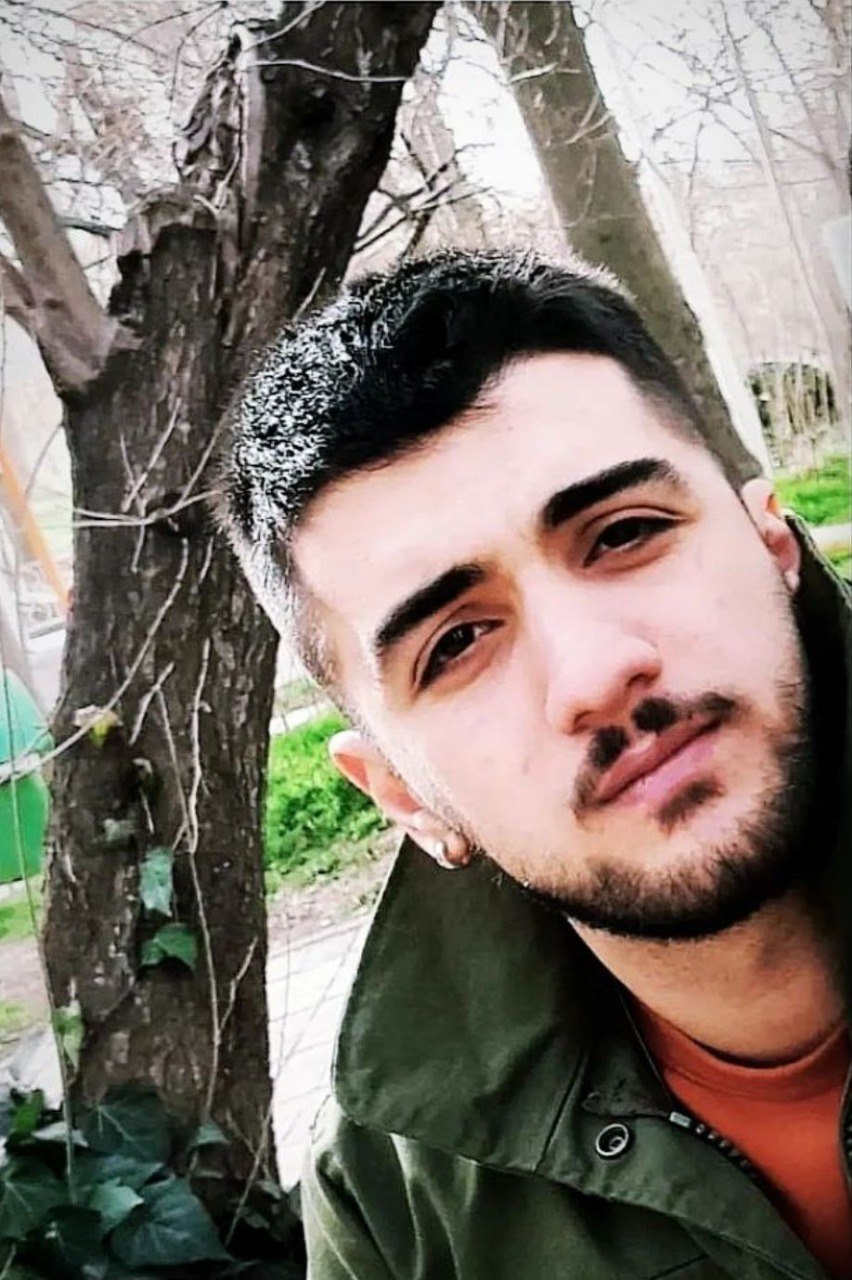
محمد مهدی کرمی

جلسه دادگاه کرمی و متهم‌های پرونده کشته شدن بسیجی روح‌الله عجمیان در درگیری‌های ۱۴۰۱ کرج، در شعبه اول دادگاه انقلاب استان البرز به ریاست موسی آصف‌الحسینی در حالی برگزار شد که او به عنوان متهم ردیف اول پرونده شناخته شده است.
به گفته کرمی، او در زندان مورد شکنجهٔ «جسمی، جنسی و روانی» قرار گرفته است. او در هنگام بازداشت به گونه‌ای کتک خورده که بیهوش شد. سپس مأموران امنیتی فکر می‌کردند که درگذشته است و او را اطراف دادگاه نظرآباد رها کردند ولی هنگام ترک آن‌جا متوجه شدند که کرمی زنده است. او در رابطه با بازداشت گفته است که مأموران اندام جنسی او را لمس می‌کردند و تهدیدش کرده‌اند که به او تجاوز خواهند کرد.

«خودش چهارشنبه ساعت دو بعدازظهر به ما زنگ زد و گفت بابا حکم‌ها را به ما داده‌اند؛ حکم من اعدام است. پسرم گریه می‌کرد و می‌گفت به مامان چیزی نگو…»

—پدرش ماشاءالله کرمی در مصاحبه با اعتماد
محمدحسین آقاسی، وکیل دادگستری اعلام کرد دادگاه وکالت او را برای فرجام‌خواهی محمد مهدی کرمی را نپذیرفته است. به گفته او پدر و مادر کرمی از او درخواست کردند که وکالت او را قبول کند. اما محاکمه و مجازات او بدون حضور وکیل صورت گرفته است.
ماشاءالله کرمی، پدر او گفته است که وکیل تسخیری پسرش به تماس‌های او پاسخ نمی‌دهد. او در گفت‌وگو با روزنامه اعتماد گفته است «آقا پای جان یک نوجوان در میان است. آیا نباید به خانواده متهم اجازه داده شود، وکیلی داشته باشند؟». پدر محمدمهدی کرمی همچنین اعلام کرد که پسرش در تماس تلفنی با او، اتهامات واردشده به خود را رد کرده است.
کرمی در صبح روز شنبه ۱۷ دی ۱۴۰۱ اعدام شد.

## اعتراضات سراسری در مراسم چهلم
هم‌زمان با چهلم محمدمهدی کرمی و محمد حسینی، دو تن از معترضان اعدام‌شده، مردم ایران در شامگاه ۲۷ بهمن ۱۴۰۱، در شهرهای گوناگون ایران، همچون: تهران، مشهد، اصفهان، کرج و سنندج…، برای اعتراض به حکومت جمهوری اسلامی به خیابان‌ها آمدند.

## واکنش‌ها

### پیش از اعدام
- هلگه لیمبورگ، نماینده بوندستاگ اعلام کرد که کفالت سیاسی محمدمهدی کرمی را بر عهده گرفته است. او در توئیتی اجرای حکم اعدام این جوان از سوی جمهوری اسلامی را «مرگ عدالت» توصیف کرد.[۲۴] او به صورت حضوری همراه با نامه‌ای به سفارت جمهوری اسلامی ایران در برلین مراجعه کرد.
- کلمانتین اوتان، نماینده پارلمان فرانسه نیز کفالت سیاسی محمدمهدی کرمی بر عهده گرفت. او پس از تأیید حکم اعدام در توییتی نوشت که تنها راه نجات محمدمهدی، فشار بین‌المللی است.[۲۵]
- اردلان شکرآبی، نماینده مجلس سوئد، با انتشار توییتی کفالت سیاسی محمدمهدی کرمی را برعهده گرفت.[۲۶]
- پدر و مادر او با انتشار ویدیویی خواهان لغو حکم اعدام فرزندشان شدند. پدر او در این ویدیو می‌گوید «پسرش از قهرمانان کاراته ایران است و چندین مدال در رقابت‌های کشوری دارد.» آن‌ها از مقامات قوه قضائیه و شخص غلامحسین محسنی اژه‌ای درخواست کرده‌اند که حکم اعدام را از پرونده پسرش بردارد.[۷]
- حمیده عباسعلی قهرمان کاراته ایران، آسیا و جهان در صفحه اینستاگرام خود خطاب به کاراته‌کاهای تیم ملی و فدراسیون کاراته ایران نوشت: «او یکی از ماست، لااقل بیایید صدای خودمان باشیم.»[۱۴]

### پس از اعدام
- محمدحسین آقاسی، وکیل دادگستری که وکالت او را دادگاه نپذیرفته بود در توییتی نوشت «[محمدمهدی کرمی]چهارشنبه از زندان تماس گرفت و گفت اعتصاب غذای خشک را به عنوان اعتراض به نپذیرفتن شما به عنوان وکیلم شروع کرده‌ام. قرار بود اگر موفق به اعطای وکالت شد، اعاده دادرسی را مطرح کنم.»[۲۷]
- محمود امیری‌مقدم، رئیس سازمان حقوق بشر ایران با انتشار توییتی با محکوم کردن این اعدام‌ها گفت که این اتفاق باید برای حاکمیت جمهوری اسلامی، عواقبی بسیار شدیدتر و گسترده‌تر از اعدام‌های قبلی در پی داشته باشد.[۲۸]
- رضا پهلوی گفت که «محمد حسینی و محمدمهدی کرمی اعدام نشدند؛ بلکه به دست رژیمی تروریستی به قتل رسیدند. با همت ملت بیدار و متحد ایران، این تروریست‌های ضدایرانی و رهبر جنایتکارشان به سزای اعمال خود خواهند رسید.»[۲۹]
- حامد اسماعیلیون، سخنگوی انجمن خانواده‌های جانباختگان هواپیمای اوکراینی در توییتی نوشت «تروریست‌های جمهوری اسلامی ساعتی پیش دو جوان بی گناه را به قتل رساندند. بدون دسترسی به وکلا و پشت درهای بسته. زمان اخراج سفرای آنها فرا رسیده است.»[۲۸]
- مسعود قره‌خانی، رئیس پارلمان نروژ در توییتی نوشت که به این دو نفر پیش از اعدام اجازه ملاقات با خانواده‌هایشان داده نشد و از مخاطبانش خواست که صدای خانواده‌های اعدام‌شدگان باشند.[۲۸]
- هانا نیومن، سیاستمدار آلمانی و عضو پارلمان اروپا گفت اعدام‌ها با مذاکرات بیشتر و انداختن فرش قرمز برای دیپلمات‌های جمهوری اسلامی متوقف نمی‌شوند. او همچنین حکومت ایران را «تروریست» توصیف کرد.[۲۸]
- هلگه لیمبورگ، نماینده بوندستاگ و کفیل سیاسی محمدمهدی کرمی در توییتی گفت «نمی‌توانم میزان غم و خشمی را که توامان دارم، بیان کنم.» او در ادامه گفت نام این زندانی سیاسی فراموش نخواهد شد و مبارزه برای آزادی و دموکراسی ادامه خواهد داشت.[۲۸]
- اردلان شکرآبی، نماینده مجلس سوئد و کفیل سیاسی او در توییتی گفت «قتل محمدمهدی کرمی و محمد حسینی به دست حکومت جمهوری اسلامی را فراموش نخواهیم کرد. پیگرد قانونی برای محکومیت مسوولان و مجریان این جنایت وظیفه حقوقی همه کشورهای آزاد است.»[۲۷]
- علی کریمی، گوگوش، داریوش، حمید فرخ‌نژاد، پرستو صالحی با گذاشتن پست‌هایی در صفحه شبکه‌های اجتماعی‌شان نسبت به اعدام او و سید محمد حسینی واکنش نشان دادند. پرستو صالحی گفت «در کشور ما با هر اذان بیداد می‌کنند، اعدام می‌کنند. مؤذن اذان نگو، در کشور ما ضحاک به وقت اذان صبح خون می‌خورد، مؤذن اذان نگو.» علی کریمی نیز در پستی گفت «آی وطن، بی‌کس وطن، تا بیدار نشیم، بی‌دار نمی‌شیم.» همچنین گوگوش نیز ویدیویی از شعار دادن مردم در یکی از کنسرت‌های خود منتشر کرد و گفت «به نام پیامبر اسلام، دو محمد را کشتند. مرگ بر جمهوری اسلامی»[۳۰]
- کمپین حقوق بشر ایران خواستار واکنش فوری و قاطع جامعه جهانی به اعدام‌ها شد. این سازمان اعلام کرد هر گونه تأخیری منجر به تداوم «قتل‌های حکومتی از سوی جمهوری اسلامی» می‌شود.[۳۱]
- نازنین بنیادی، فعال حقوق بشر و بازیگر سینما گفت «رژیم قاتل جمهوری اسلامی دو معترض دیگر را اعدام کرد. شرم بر جامعه جهانی و رهبرانی که جلوی جنایات جمهوری اسلامی را نگرفتند.»[۳۰]
- دریا صفایی، نماینده مجلس فدرال بلژیک و کفیل سیاسی محمد حسینی، در واکنش به اعدام محمدمهدی کرمی و محمد حسینی خواستار تحمیل هزینه سنگین‌تر توسط جامعه جهانی به جمهوری اسلامی شد و گفت: «مسئولیت جهان غرب اکنون ایجاب می‌کند که رژیم ایران و سران خونریزش را بیش از پیش منزوی کند.»[۲۷]
- محمد صادق کوشکی، از فعالان جناج اصولگرایان با دفاع از اعدام‌ها اعلام کرد «تعداد اعدامی‌ها با توجه به اتفاقات افتاده ناچیز است.» او همچنین گفت «اگر قوه قضاییه شل نمی‌گرفت، اغتشاشگران جرأت نمی‌کردند به مقدسات توهین کنند و همچنین فوتبالیست‌ها و بازیگران جرأت نمی‌کردند، به زمین و زمان تهمت‌های ناروا بزنند و مقدسات را زیر پا بگذارند.»[۳۲]
- کیت ولاهان، نماینده مجلس استرالیا اعدام او و محمد حسینی را «وحشتناک» و «یک اقدام تروریستی دیگر علیه مردم ایران» خواند و گفت عجله برای اعدام آن‌ها «قساوت» بوده است.[۲۷]
- نوربرت روتگن نماینده حزب دموکرات مسیحی آلمان با انتشار توییتی به اجرای حکم اعدام دو جوان معترض ایرانی واکنش نشان داد و نوشت: «دو جوان محمدحسینی و محمدمهدی کرمی امشب اعدام شدند. آلمان و اتحادیه اروپا باید اقدام قاطعانه برای محافظت از ۱۹ هزار زندانی دیگر آغاز کند.» او در بخشی از پیام خود خطاب به آنالنا بربوک وزیر امورخارجه آلمان نوشت: «بربوک باید به رژیم بفهماند که از خطوط قرمز عبور می‌کند!»
- کاترین کولونا، وزیر امور خارجه فرانسه در توییتی با یادآوری این که فرانسه مخالف مجازات اعدام در هر مکان و در هر شرایطی است، این اعدام‌ها را «منزجرکننده» توصیف کرد.[۳۳]
- ووپکه هوکسترا، وزیر امور خارجه هلند نیز گفت «از اعدام‌های وحشتناک تظاهرکنندگان در ایران وحشت زده‌ام. من سفیر ایران را احضار می‌کنم تا بر نگرانی‌های جدی خود تأکید کنم و از کشورهای عضو اتحادیه اروپا می‌خواهم که همین کار را انجام دهند.»[۳۴]
- جوزپ بورل، مسئول سیاست خارجه اتحادیه اروپا در بیانیه‌ای گفت: «اتحادیه اروپا از اعدام محمدمهدی کرمی و محمد حسینی که در ارتباط با اعتراضات جاری در ایران دستگیر و به اعدام محکوم شدند، منزجر شده است.»[۳۵]
- بنیامین نتانیاهو نخست‌وزیر اسرائیل در ۸ ژانویه با محکوم کردن اعدام معترضان در ایران گفت کشورش به ایرانیان شجاعی که برای زندگی‌شان مبارزه می‌کنند درود می‌فرستد. به گفته بنیامین نتانیاهو، «رژیم تروریستی ایران» دو شهروند جوان ایرانی را به دلیل مخالفت‌شان با استبداد حکومتی اعدام کرد و «اسرائیل این قتل مجرمانه را به شدت محکوم می‌کند.» وی با تحسین مبارزه شجاعانه ایرانیان برای آزادی گفت: «آنها جان‌شان را برای حقوق بنیادین مدنی فدا کرده‌اند.» نخست‌وزیر اسرائیل افزود: «مرگ آنها چهره واقعی و زشت رژیم سرکوبگر در تهران را آشکار کرده است، رژیمی که شهروندان خود، کشورهای منطقه و صلح در سراسر جهان را تهدید می‌کند.»[۳۶]
- نسرین ستوده، حقوقدان و کنشگر حقوق بشر در پستی در فیس‌بوک خود گفت «این محاکمات آدم‌کشی آشکار است.» او همچنین این محاکمه‌ها را بی‌اعتبار خواند و نوشت اجرای شتاب‌زده احکام دستگاه قضایی، قضات و وکلای حکومتی را تطهیر نمی‌کند.[۳۷]
- «جبهه مردمان ایران» متشکل از دو جریانِ سازمان دمکراتیک یارسان و جنبش آذربایجان برای دمکراسی و یکپارچگی ایران با انتشار بیانیه‌ای محمد مهدی کرمی و سید محمد حسینی را «قهرمانان مملکت» نامید و از اعدام آنان با عنوان قتلی شنیع نام برد و آن را محکوم نمود.[۳۸]
- «پلاتفرم یارسان» و «سازمان یاریکُرد» با انتشار بیانیه‌ای مشترک ضمن اشاره به همزمانی اعدام محمد مهدی کرمی با جشن قولطاس در جامعهٔ یارسان، از او با عنوان «شهید» یاد کرد و همزمانی «شهادت» او با این جشن را نوید سالی نیک برای «غلبهٔ روشنایی بر تاریکی» دانست و از مردم یارسان خواست که با اتکا به تاریخ یارسان و با همان آماج و فرهنگ، از تبریز تا کُردستان خود را در چهارچوب حق دفاع مشروع سازماندهی کرده و اتحاد و همبستگی خود را عملی سازد.[۳۹]